# Quốc gia Miến Điện
Quốc gia Miến Điện (tiếng Miến Điện: ဗမာနိုင်ငံတော်, tiếng Nhật: ビルマ国) là một quốc gia bù nhìn của Đế quốc Nhật Bản, được tạo ra vào năm 1943 trong thời gian Nhật Bản chiếm đóng Miến Điện trong chiến tranh thế giới thứ hai.

## Bối cảnh
Vào đầu chiến tranh thế giới thứ hai, Đại Đế quốc Nhật Bản đã xâm chiếm Miến Điện thuộc Anh vì hai lý do chính: lấy nguyên liệu thô (bao gồm dầu, khoáng sản kim loại và một lượng lớn gạo khai thác từ Ren'an) và cắt đứt con đường Miến Điện ủng hộ Chính phủ Quốc dân Tưởng Giới Thạch.
Năm 1942, Quân đội Nhật Bản thứ 15, do Trung tướng Iida chỉ huy, được Thái Lan phái đi để nhanh chóng chiếm đóng Miến Điện thuộc Anh. Quân đội Nhật Bản cũng hỗ trợ thành lập Tình nguyện viên Độc lập Myanmar, và Tình nguyện viên và các lực lượng Nhật Bản đã chiến đấu cùng nhau. Vào tháng tư cùng năm, sau khi đẩy lùi quân đội Anh, ông thả tù nhân chính trị bị giam cầm là Tiến sĩ Bamo và tuyển dụng ông làm người đứng đầu của chính phủ Miến Điện.
Vào sáng ngày 1 tháng 8 năm 1943, chỉ huy của phía Myanmar, Riverside Masahiro và Bamo, đã tuyên bố bãi bỏ hệ thống quân sự và chính trị trước đó và thành lập một Quốc gia Myanmar độc lập, trong khi Bamo là đại diện của đất nước. Cùng ngày, chính phủ Nhật Bản đã công nhận sự độc lập của Quốc gia Miến Điện và ký kết nó (Hiệp ước Nhật Bản và Miến Điện). Bên cạnh đó còn bởi chính thức phát sóng của Anh-Hoa Kỳ tuyên chiến.
Bamo sử dụng tư cách nguyên thủ quốc gia (Naingandaw Adipadi) ở Myanmar. Tuy nhiên, xem xét chính phủ Nhật Bản trốn tránh chế độ cộng hòa, vai trò của thủ tướng được sử dụng bên ngoài. trong tháng 11 năm 1943 để tham gia vào Bhamo ở Tokyo đã tổ chức Hội nghị Đại Đông Á, Đại Đông Á tuyên bố chung để Thủ tướng Nhà nước Myanmar sắc chữ ký.
Cuối năm 1944, quân đội Nhật Bản tại trận Imphal thất bại, những dấu hiệu rõ ràng của thiếu sự thất bại của Nhật Bản, tháng 25, miền Nam Quân đội Miến Điện Tổng Tham mưu Phó dài Isomura Wu Liang xúi giục của các lớp học tình báo Bộ Tổng tham mưu Asai là một vụ ám sát Bhamo Myanmar đứng đầu nhà nước, Tuy nhiên, nó đã không thành công dưới sự cảnh báo của những người lính Miến Điện. Các tổ chức chống phát xít ở Myanmar đã thông báo cho quân Đồng minh và Quân đội Quốc gia Myanmar rằng họ sẵn sàng phát động một cuộc cách mạng quốc gia chống lại người Nhật. Tuy nhiên, lúc đầu quân đội Anh từ chối vì thiếu thời gian, nhưng quyết định bí mật hỗ trợ Quân đội Quốc gia Miến Điện, người đã lên kế hoạch đào tẩu. Tháng 3 năm 1945, Aung San, dẫn đầu cuộc diễu hành quân đội quốc gia Miến Điện tại Yangon, bề ngoài là để chiến đấu chống lại quân Đồng minh ở Miến Điện và Nhật Bản, trên thực tế, đột nhiên tấn công Nhật Bản tại Yangon, một cuộc đảo chính để chính phủ Nhật Bản và Myanmar đất nước. Weng Shan và Tư lệnh tối cao của Nhà hát Đông Nam Á, Luis Mombaton, đã đạt được thỏa thuận đổi tên quân đội thành Lực lượng Đồng minh.
Năm 1945, dưới sự tấn công liên tục của quân Đồng minh, quân đội Nhật đã rút lui khỏi Yangon. Vì vậy, chính phủ Myanmar đã rời Nhật Bản lưu vong với quân đội Nhật Bản. Người đứng đầu nhà nước, Bamo, đã trốn sang Nhật Bản qua Thái Lan vào tháng 8. Vào tháng 8, Nhật Bản đã đầu hàng quân Đồng minh và đất nước Myanmar tan rã.

## Chính sách
Malaya và những nơi khác không giống như Miến Điện thuộc Nhật chính thức như một nhà nước độc lập. Mặc dù các trường học Nhật Bản được thành lập rộng rãi, văn hóa Nhật Bản và Nhật Bản không phải là môn học bắt buộc. So với Mãn Châu Quốc, tiếng Nhật được liệt kê là ngôn ngữ giảng dạy trong trường học, tiếng Nhật chỉ là một trong những môn học tự chọn trong giáo dục Myanmar, và thậm chí ngôn ngữ chính thức cũng không. Chính phủ bắt tay vào việc phi chính thức hóa tiếng Anh, thay thế các luật và tài liệu công khai khác nhau bằng tiếng Miến Điện. Trong giáo dục, nó được lên kế hoạch thành lập các trường đại học bình thường, trường đại học nông nghiệp, trường âm nhạc và trường công nghiệp.